# 1942 w polityce

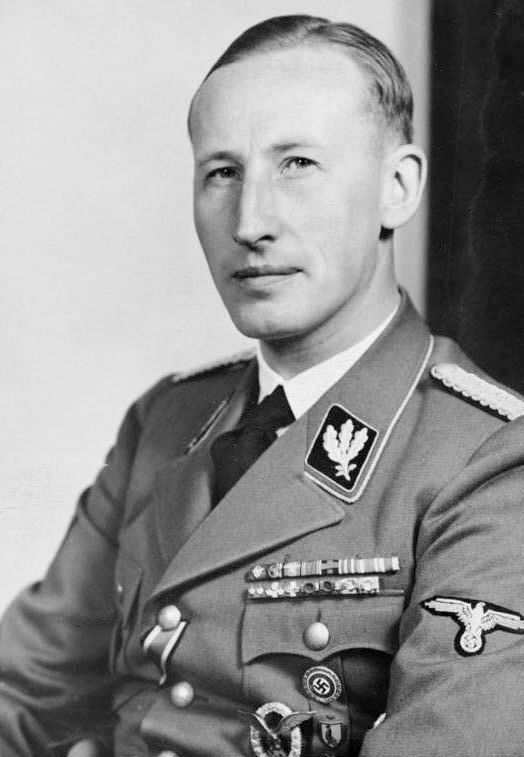
Reinhard Heydrich

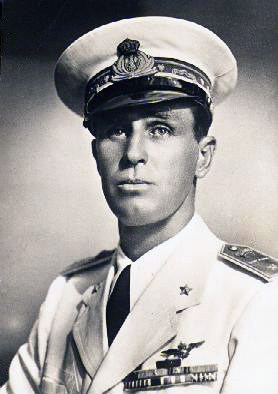
Amedeo d’Aosta

Wydarzenia polityczne w 1942 roku.

## Styczeń
- 1 stycznia – w Waszyngtonie przedstawiciele 26 krajów podpisali Deklarację Narodów Zjednoczonych. Sygnatariuszami były: Chiny, Dominikana, Gwatemala, Haiti, Honduras, Kostaryka, Kuba, Nikaragua, Panama, Salwador, Stany Zjednoczone, Wielka Brytania i Związek Socjalistycznych Republik Radzieckich, brytyjskie domina – Australia, Kanada, Indie, Nowa Zelandia i Związek Południowej Afryki, kraje okupowane przez Niemcy – Belgia, Czechosłowacja, Grecja, Holandia, Jugosławia, Luksemburg, Norwegia i Polska[1].
- 5 stycznia – w Warszawie powstała Polska Partia Robotnicza[1].
- 10 stycznia – Japonia wypowiedziała wojnę Holandii[2].

## Luty
- 14 lutego – generał Władysław Sikorski wydał rozkaz o przekształceniu Związku Walki Zbrojnej w Armię Krajową[1].

## Marzec
- 3 marca – w niewoli brytyjskiej zmarł Amedeo d’Aosta, włoski książę i dowódca[3].
- 26 maja – w Londynie Winston Churchill i Wiaczesław Mołotow podpisali radziecko-brytyjski układ o współdziałaniu w wojnie z Niemcami[1].

## Czerwiec
- 4 czerwca – Reinhard Heydrich, protektor Czech i Moraw, zmarł wskutek ran odniesionych w wyniku ataku czeskich partyzantów[4][5].
- 4–7 czerwca – bitwa pod Midway[1].

## Lipiec
- 4 lipca – urodził się Stefan Meller, minister spraw zagranicznych[6].
- 17 lipca – Niemcy dotarli do Stalingradu[1].
- 19 lipca – Reichsführer-SS Heinrich Himmler wydał zarządzenie o „ostatecznym rozwiązaniu kwestii żydowskiej”[1].

## Wrzesień
- 12 września – naczelny wódz Władysław Sikorski wydał rozkaz o utworzeniu Armii Polskiej na terenie Iraku. Jej dowódcą został gen. Władysław Anders[1].

## Październik
- 27 października – urodził się Janusz Korwin-Mikke, polski polityk[7].

## Listopad
- 22 listopada – urodził się Rusłan Chasbułatow, rosyjski polityk, przywódca puczu przeciwko Borysowi Jelcynowi[8].